# پی‌اس اوشن (۱۸۳۶)
پی‌اس اوشن (۱۸۳۶) (به انگلیسی: PS Ocean (1836)) یک کشتی است که طول آن ۱۵۴٫۷ فوت (۴۷٫۲ متر) می‌باشد. این کشتی در سال ۱۸۳۶ ساخته شده است . 